# Preuntsfelden

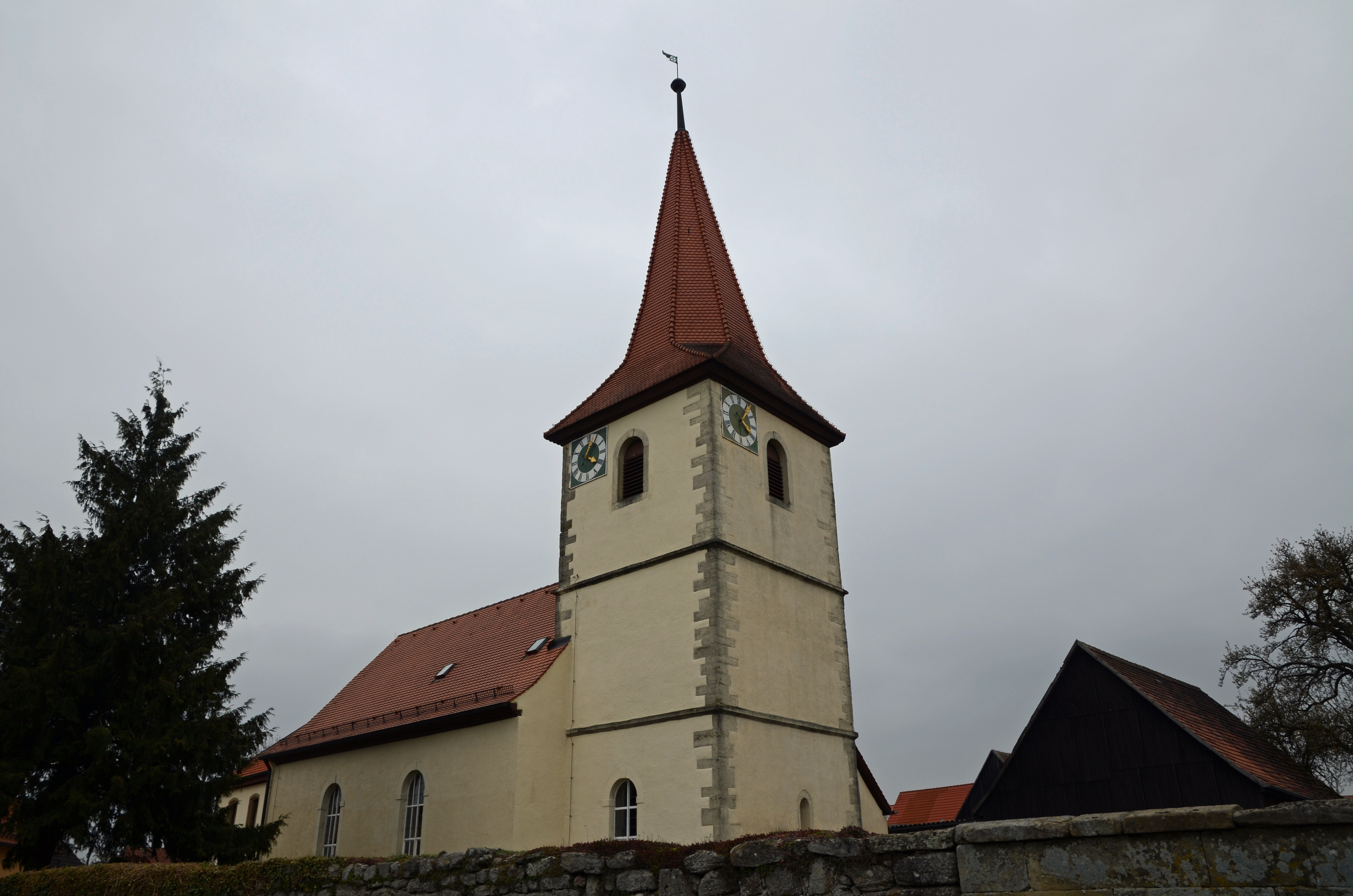
St. Nikolaus

Preuntsfelden ist ein Gemeindeteil der Gemeinde Windelsbach im Landkreis Ansbach (Mittelfranken, Bayern). Die Gemarkung Preuntsfelden hat eine Fläche von 7,449 km².  Sie ist in 601 Flurstücke aufgeteilt, die eine durchschnittliche Fläche von 12.394,47 m² haben. In ihr liegen neben dem namensgebenden Ort die Gemeindeteile Birkach und Hornau.

## Geographie
Das Kirchdorf liegt etwas nördlich von der Altmühl und ist im Süden vom Kirchfeld und im Norden vom Wasserfurchfeld umgeben. 0,5 km östlich befindet sich der Sonnenbuck. Gemeindeverbindungsstraßen führen nach Ermetzhof (1,5 km östlich), nach Birkach (1,1 km südwestlich) und zur Kreisstraße AN 7 südlich von Hornau (1,5 km westlich).

## Geschichte
Der Ort wurde erstmals in einer Wildbannurkunde von Kaiser Otto III. für den Bischof Heinrich von Würzburg, ausgestellt am 1. Mai 1000, als „Brungeresfeldun“ genannt und als neunzehnter Grenzpunkt benannt.
1330 wurde erstmals eine Kapelle in „Brungartsfelden“ genannt. Der Ortsname änderte sich zu „Brumgartsfelden“, „Breunolzfelden“ und „Breunzfelden“. Seit 1564 gehört die Nikolauskirche in Preuntsfelden mit den Dörfern Hornau, Birkach und Burghausen zur Pfarrei Windelsbach.
Gegen Ende des 18. Jahrhunderts gab es in Preuntsfelden 17 Anwesen. Das Hochgericht übte das brandenburg-bayreuthische Schultheißenamt Markt Bergel aus. Die Dorf- und Gemeindeherrschaft hatte die Reichsstadt Rothenburg. Grundherren waren die Reichsstadt Rothenburg (15 Anwesen: 1 Wirts- und Brauhaus, 1 Hof, 1 Halbhof, 9 Güter, 1 Schmiede, 2 Häuser), das brandenburg-bayreuthische Kastenamt Ipsheim (1 Gut) und das Verwalteramt Burgbernheim des Juliusspitals Würzburg (1 Gut). Von 1797 bis 1810 unterstand der Ort dem Justizamt Külsheim und Kammeramt Ipsheim.
1810 kam Preuntsfelden an das Königreich Bayern. Im Rahmen des Gemeindeedikts wurde Preuntsfelden 1811 dem Steuerdistrikt Bergel und der 1817 provisorisch gebildeten Munizipalgemeinde Bergel zugeordnet. Mit dem Zweiten Gemeindeedikt (1818) entstand die Ruralgemeinde Preuntsfelden, zu der Birkach und Hornau gehörten. Sie war in Verwaltung und Gerichtsbarkeit dem Landgericht Windsheim zugeordnet und in der Finanzverwaltung dem Rentamt Ipsheim. Am 1. Januar 1880 erfolgte der Wechsel zum Bezirksamt Rothenburg ob der Tauber (1939 in Landkreis Rothenburg ob der Tauber umbenannt) und zum Amtsgericht Rothenburg ob der Tauber, das seit 1973 eine Zweigstelle des Amtsgerichts Ansbach ist. Die Finanzverwaltung wurde 1880 vom Rentamt Rothenburg ob der Tauber  übernommen (1919 in Finanzamt Rothenburg ob der Tauber umbenannt, seit 1973 Zweigstelle des Finanzamts Ansbach). Die Gemeinde hatte 1964 eine Gebietsfläche von 7,470 km². Im Zuge der Gebietsreform in Bayern wurde diese am 1. Januar 1972 nach Windelsbach eingemeindet.

### Baudenkmäler
In Preuntsfelden gibt es drei Baudenkmäler:
- Evangelisch-lutherische Tochterkirche St. Nikolaus: Chorturmkirche, wohl 13. Jahrhundert, 1723 wiederaufgebaut; mit Ausstattung; Friedhof, Ummauerung im Kern mittelalterlich, mit Grabsteinen.
- Haus Nr. 12: Gasthaus. Zweigeschossiges, verputztes und massiv unterfangenes Fachwerkhaus des mittleren 19. Jahrhunderts.[15]
- Lachenerkreuz: Sandsteinkreuz, spätmittelalterlich; ca. 100 Meter nördlich des Ortes.[16]

ehemalige Baudenkmäler
- Haus Nr. 08: Eingeschossiges Fachwerkwohnhaus, 1821.
- Haus Nr. 10: Ähnlich vorigem. Bezeichnet „J.G.R. Z.M.B. 1837“.[15]

### Bodendenkmäler
In der Gemarkung Preuntsfelden gibt es sechs Bodendenkmäler.

### Einwohnerentwicklung
Gemeinde Preuntsfelden
| Jahr      | 1818   | 1840   | 1852   | 1855   | 1861   | 1867   | 1871   | 1875   | 1880   | 1885   | 1890   | 1895   | 1900   | 1905   | 1910   | 1919   | 1925   | 1933   | 1939   | 1946   | 1950   | 1952   | 1961   | 1970   |
| Einwohner | 294    | 290    | 294    | 303    | 315    | 317    | 313    | 311    | 332    | 326    | 308    | 307    | 292    | 277    | 274    | 294    | 300    | 271    | 243    | 320    | 343    | 309    | 281    | 279    |
| Häuser    | 46     | 59     |        |        |        |        | 64     |        |        | 67     | 65     |        | 66     |        |        |        | 61     |        |        |        | 60     |        | 57     |        |
| Quelle    | [ 18 ] | [ 19 ] | [ 20 ] | [ 20 ] | [ 21 ] | [ 22 ] | [ 23 ] | [ 24 ] | [ 25 ] | [ 26 ] | [ 27 ] | [ 28 ] | [ 29 ] | [ 28 ] | [ 30 ] | [ 28 ] | [ 31 ] | [ 28 ] | [ 28 ] | [ 28 ] | [ 32 ] | [ 28 ] | [ 11 ] | [ 33 ] |

Ort Preuntsfelden
| Jahr      | 001818 | 001840 | 001861 | 001871 | 001885 | 001900 | 001925 | 001950 | 001961 | 001970 | 001987 | 002011 | 002016 |
| Einwohner | 130    | 110    | 124    | 116    | 137    | 106    | 106    | 126    | 114    | 108    | 91     | 91     | 83     |
| Häuser    | 19     | 23     |        |        | 24     | 24     | 22     | 21     | 21     |        | 22     |        |        |
| Quelle    | [ 18 ] | [ 19 ] | [ 21 ] | [ 23 ] | [ 26 ] | [ 29 ] | [ 31 ] | [ 32 ] | [ 11 ] | [ 33 ] | [ 34 ] |        | [ 1 ]  |

## Religion
Der Ort ist seit der Reformation evangelisch-lutherisch geprägt und bis heute nach St. Martin (Windelsbach) gepfarrt. Die Einwohner römisch-katholischer Konfession sind nach St. Johannis (Rothenburg ob der Tauber) gepfarrt.